# Томыловка
Томыловка — река в России, протекает по Кузоватовскому району Ульяновской области. Устье реки находится в 38 км по левому берегу реки Томышевка. Длина реки составляет 13 км.

## Данные водного реестра
По данным государственного водного реестра России относится к Нижневолжскому бассейновому округу, водохозяйственный участок реки — Сызранка от истока до города Сызрань (выше города). Речной бассейн реки — Волга от верховий Куйбышевского вдхр. до впадения в Каспий.
Код объекта в государственном водном реестре — 11010001312112100009110.